# Kaimanawa (cheval)
Pour les articles homonymes, voir Kaimanawa.
Les Kaimanawa forment une population de chevaux sauvages en Nouvelle-Zélande, descendants de chevaux domestiques abandonnés par les habitants aux XIXe et XXe siècles. Leur vigueur et leur tempérament calme sont reconnus. Le gouvernement de Nouvelle-Zélande exerce un contrôle strict sur la population afin de protéger son habitat, qui inclut plusieurs espèces de plantes en voie de disparition. Les héritages génétiques divers donnent à cette population équine une vaste gamme de tailles, de modèles et de robes. Ils sont naturellement musclés, adroits et résistants.
La présence de chevaux dans les monts Kaimanawa est rapportée en 1876, bien que les premiers animaux aient été importés en Nouvelle-Zélande dès 1814. Les troupeaux sauvages ont vu leurs effectifs croître par l'ajout de chevaux échappés ou libérés des élevages de moutons et des unités de cavalerie. Les membres du troupeau sont capturés par les locaux pour une utilisation comme chevaux de selle, mais également pour leur viande, leurs crins et leur peau. La population décline en raison de l'élevage à grande échelle et des opérations de sylviculture qui empiètent sur son territoire. Seuls 174 chevaux sont répertoriés en 1979.
La population Kaimanawa est protégée par le gouvernement de Nouvelle-Zélande en 1981. En 1994, l'effectif est estimé à 1 576 chevaux. Une petite population non gérée existe aussi dans la Péninsule d'Aupouri, à l'extrême nord de l'Île du Nord. Des rassemblements sont effectués annuellement depuis 1993 pour gérer la taille des troupeaux, évalués à environ 2 800 individus. Les chevaux Kaimanawa sont inscrits comme population à valeur génétique spéciale par l'Organisation des Nations unies pour l'alimentation et l'agriculture (FAO). Plusieurs études ont été conduites sur la dynamique de troupeau et les habitudes de cette population équine.

## Étymologie
Le Kaimanawa tient son nom des chaînes de montagnes situées au centre de l'Île du Nord, les Kaimanawa Ranges. Le nom signifie littéralement « mon souffle est ma nourriture » en maori.

## Histoire
Les premiers chevaux ont été importés en Nouvelle-Zélande par le Révérend Samuel Marsden, missionnaire protestant, en décembre 1814. Les premiers chevaux sauvages sont signalés dans les monts Kaimanawa, dans le centre de l'Île du Nord de la Nouvelle-Zélande, en 1876. Les chevaux Kaimanawa descendent de chevaux domestiques abandonnés par les habitants aux XIXe et XXe siècles, au milieu de l'Île du Nord. Entre 1858 et 1875, le commandant George Gwavas Carlyon importe des poneys Exmoor à Hawke's Bay et les croise avec la population équine locale pour produire le « poney Carlyon ».
Ces poneys Carlyon sont plus tard croisés avec deux étalons welshes, Kinarth Caesar et Comet, importés par Sir Donald McLean pour donner naissance à une nouvelle race connue sous le nom de « Comet ». Au cours des années 1870, McLean libère un étalon Comet et plusieurs juments sur les plaines de Kaingaroa. La lignée contribue vraisemblablement à l'enrichissement de la population de Kaimanawa sauvage. D'autres chevaux viennent grossir cette population grâce à des évasions et des libérations en provenance des élevages de moutons et des unités de cavalerie de Waiouru, menacées par une épidémie de gourme. Il est également évoqué un lâcher d'étalon arabe dans les années 1960, par Nicholas Koreneff dans la région de Argo Valley.
Au cours des XIXe et XXe siècles, des chevaux sont capturés dans les troupeaux sauvages pour être utilisés comme chevaux de selle ou de travail, mais également pour leur viande, leurs crins et leur peau. Si de nombreux troupeaux errent sur les terres appartenant à la Couronne britannique et au peuple Maori, beaucoup disparaissent en raison de l'intensification de l'agriculture à grande échelle et des opérations de sylviculture, combinées à une motorisation accrue qu diminue les besoins en chevaux de travail. Les Kaimanawa actuels ont de très grandes similitudes génétiques avec le Pur-sang et les autres races croisées Pur Sang.
La pression mise sur l'occupation des terres par la population humaine réduit l'effectif des chevaux Kaimanawa. En 1979, on ne recense plus que 174 chevaux sur le territoire. À partir de 1981, la population Kaimanawa commence à être officiellement mesurée au niveau de sa taille et des différents mouvements de troupeaux. Un secteur protégé est créé pour la race dans la zone occupée par le camp militaire de Waiouru. 
La protection législative est semblable à celle du kiwi et des autres espèces autochtones. Après la protection de la population, une augmentation rapide de la taille des troupeaux est constaté. On estime à 1 576 le nombre de chevaux présents dans la zone en 1994. Entre 1994 et 1998, la croissance démographique est de 9,6 % par an.

## Description

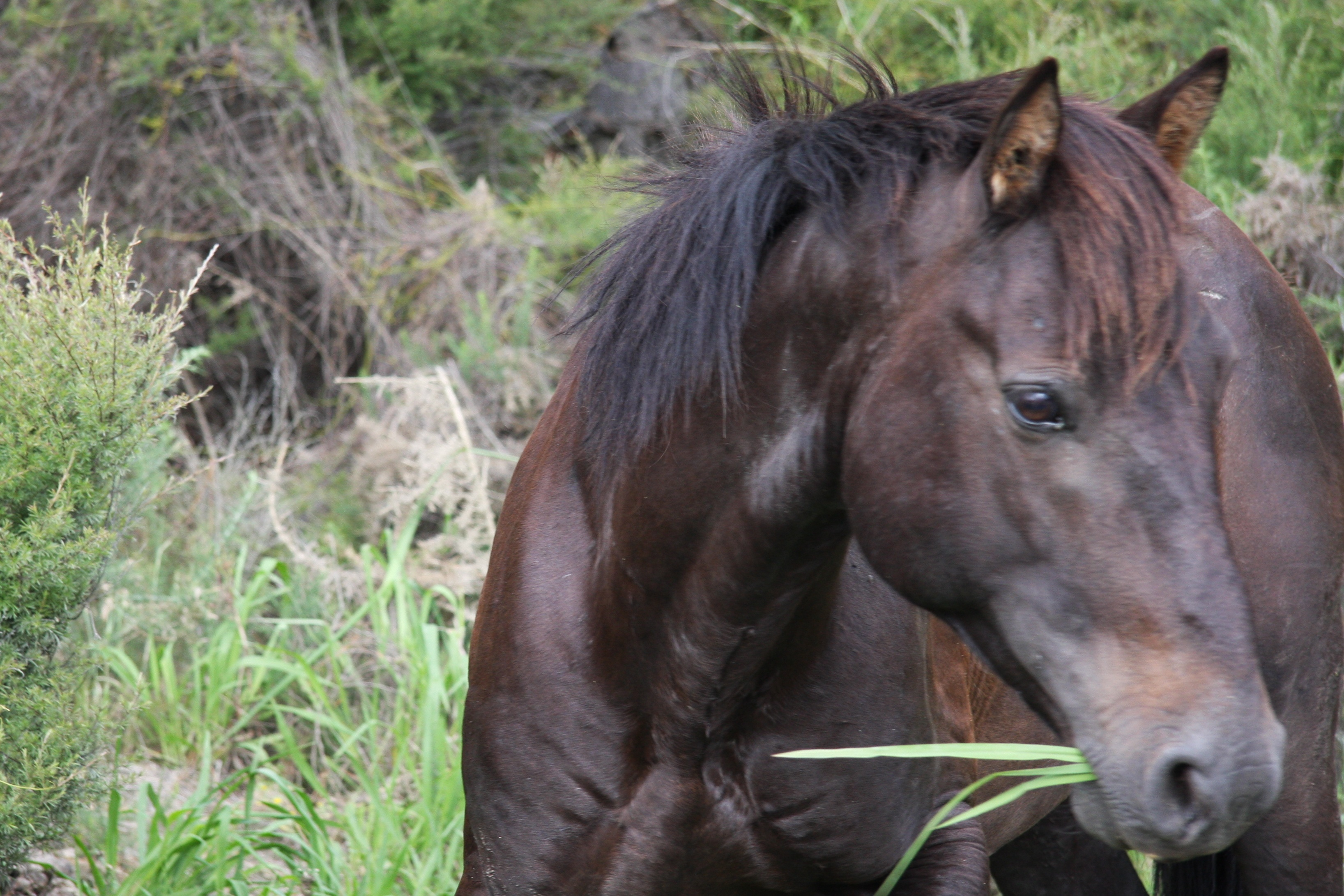
Tête d'un Kaimanawa à Kapowairua, île du Nord.

Plusieurs caractéristiques du type Comet sont attribuées aux chevaux Kaimanawa, bien que l'apport de gènes diversifiés ait donné une grande diversité de tailles, de modèles et de robes parmi ces chevaux sauvages. La population Kaimanawa varie dans son apparence générale, avec des tailles de 1,27 m à 1,52 m au garrot. Toutes les robes et toutes les marques sont reconnues. 
Ce sont des chevaux naturellement bien musclés. Leur mode de vie sauvage leur a donné la capacité de s'adapter rapidement et de se contenter de peu, ce qui en fait des animaux robustes et au pied sûr. Leur tête de taille moyenne est bien proportionnée à leur corps, avec une large variété de morphologies liées aux différentes conformations de leurs ancêtres. Les chevaux Kaimanawa ont une encolure courte et profonde, une poitrine large, les épaules droites, un passage de sangle profond et un dos plutôt court. L'arrière-main est variable, allant de inclinée à arrondie. Les jambes sont longues et bien musclées. 
Il est communément admis que tous les chevaux prennent un an au premier août, indépendamment de leur date réelle de naissance.
Les sabots des postérieurs sont généralement plus petits que ceux des antérieurs. Le manque d'abrasivité du sol néo-zélandais ne permet pas aux chevaux Kaimanawa d'user correctement la corne de leurs pieds, la pression de sélection naturelle n'étant pas aussi forte que pour d'autres populations de chevaux sauvages. Il en résulte une grande variété de pathologies du pied, démontrant que le cheval sauvage n'est pas forcément un modèle à suivre pour trouver des pieds sains. Il y a aussi un très fort taux de fourbures chroniques, sans que la raison n'en soit précisément connue.
Une étude sur le ratio des sexes à la naissance révèle que les juments en bonne condition physique ont plus souvent des poulains mâles que celles qui sont en mauvaise condition. Cette différence semble exister dès la conception.

## Répartition
Le secteur du Camp militaire de Waiouru héberge la majeure partie des Kaimanawa. La population se répartit sur une vaste zone montagnarde subalpine de 64 000 hectares, au Sud-Ouest des monts Kaimanawa, sur l'île du Nord. Il existe une petite population de chevaux dans la Péninsule d'Aupouri à l'extrême nord de l'Île du Nord, qui n'est pas gérée par le gouvernement de Nouvelle-Zélande.

## Contrôle de la population

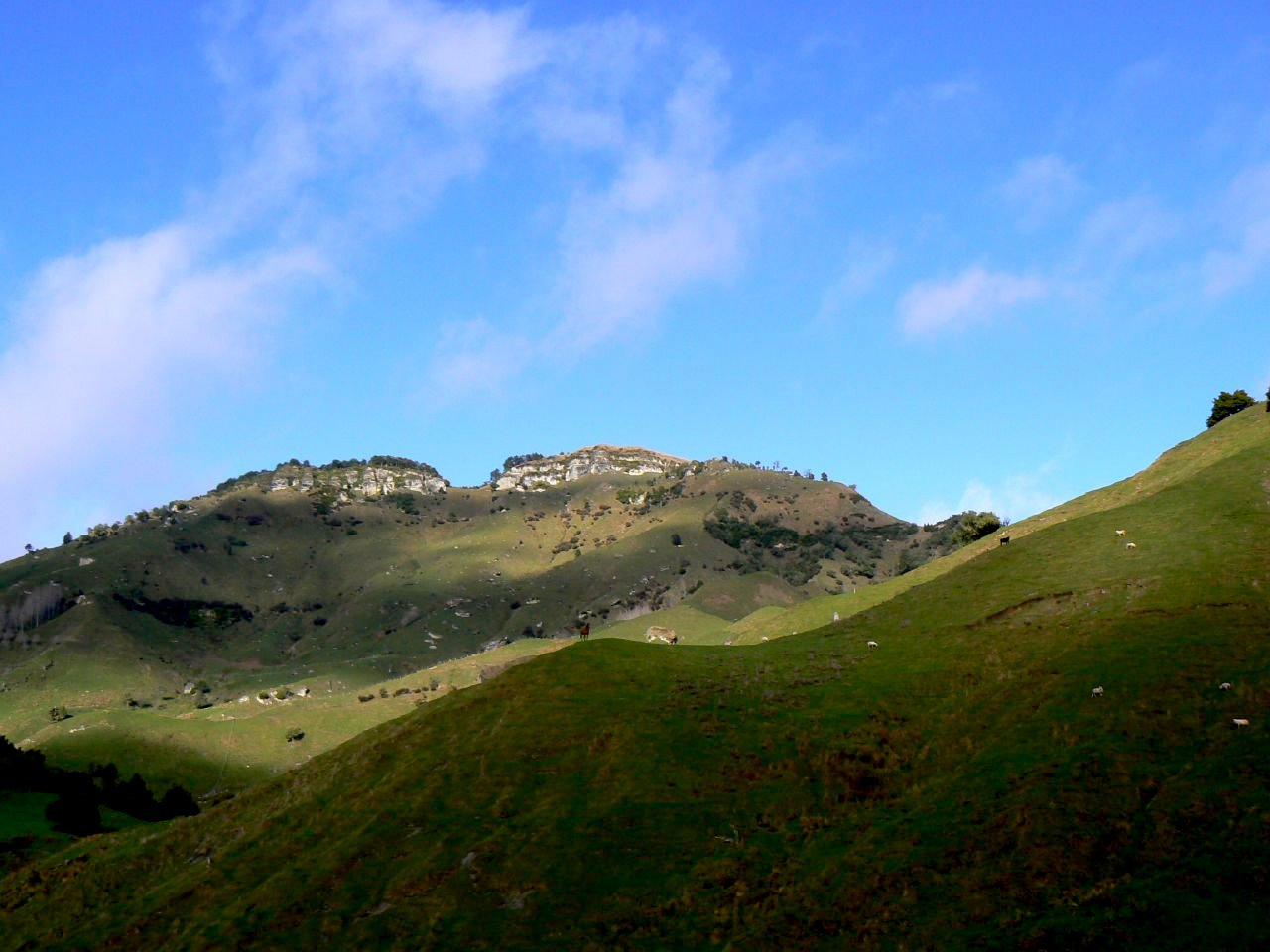
Biotope du Kaimanawa, dans les montagnes de Nouvelle-Zélande

En raison de l'augmentation de la population depuis qu'une législation protectrice a été mise en place, le Département de Conservation a développé un plan de gestion des Kaimanawa en 1989 et 1990. Un plan a été proposé au public pour commentaires en 1991, celui-ci a manifesté son refus de l'abattage des chevaux par hélicoptère. Il est au contraire favorable à la capture des chevaux au sein des troupeaux. Cependant, des groupes de protection animale ont estimé que l'abattage au fusil était l'option la plus humaine. Des rassemblements ont été conduits en 1993, 1994 et 1995 et avec succès, bien que coûteux et limité par une faible une demande en chevaux capturés.
En 1994, un groupe de travail a été créé pour étudier la gestion des Kaimanawa. Leur but est de décider quelle organisation à long terme est la plus à même de s'assurer que le traitement des chevaux est humain, de préserver et contrôler les meilleurs attributs des troupeaux, et d'éliminer les impacts des troupeaux sur d'autres éléments prioritairement protégés. Ces objectifs comprennent l'assurance du bien-être des chevaux, la protection des écosystèmes naturels et les éléments sur lesquels la population Kaimanawa peut avoir un impact, ainsi que le maintien de la population à un niveau stable. Les objectifs écologiques incluent l'assurance que le cheval Kaimanawa n'affecte pas défavorablement les plantes en danger, rares et biogéographiquement significatives ; l'assurance que la population ne dégrade pas plus les écosystèmes dans lesquels elle vit ; et son empêchement à s'étendre dans le Parc Forestier Kaimanawa et le Parc national de Tongariro. Les objectifs sur le cheptel comprennent l'assurance que le public soit préservé du vagabondage des chevaux, tout en permettant et améliorant l'accès des chevaux au public et en assurant un traitement humain aux animaux ; la réduction des conflits entre les chevaux et d'autres valeurs écologiques et utilisations des terres ; l'assurance que la population soit maintenue à un nombre qui est toléré par les écosystèmes dans lesquels elle vit, tout en maintenant une population suffisante pour se régénérer.
Le Département de Conservation effectue depuis 1993 un rassemblement et une sélection annuelle de Kaimanawas, pour garder la population à un niveau d'environ 500 chevaux. Cet objectif a été réduit à 300 chevaux depuis 2009. Ces chevaux sont soit emmenés pour être directement abattus, soit placés dans des fermes pour y être abattus ultérieurement, soit adoptés par des particuliers. 
L'une des raisons au contrôle strict de la population est de protéger l'habitat dans lequel les chevaux vivent. Cet habitat inclut seize espèces de plantes répertoriées comme en danger, que le Kaimanawa menace en les piétinant et en les mangeant. 
Ces plantes regroupent des herbes, des pelouses, des cyperaceae, des fleurs et du gui, parmi lesquels la canche cespiteuse (une plante herbacée très rare), la peraxilla tetrapetala (un gui vulnérable) et la libertia peregrinans (une espèce d'Iridacée probablement éteinte localement). 
Le programme de contrôle de la population de 2009 a permis de réduire de 230 chevaux l'ensemble des troupeaux, ce qui en fait la plus grande sélection depuis le début du programme, avec de nouveaux foyers trouvés pour 85 % des chevaux prélevés. La conservation de ces chevaux est un sujet important pour le public : entre 1990 et 2003, le Ministre de Nouvelle-Zélande pour la Conservation a reçu plus de commentaires du public en rapport avec le cheval Kaimanawa que sur tout autre sujet. 
Au cours de cette période, plus de 1 400 demandes d'informations et de lettres ont été reçues, avec un fort pic d'intérêt public en 1996 et 1997. Celui-ci est lié au programme de réduction de la population par abattage aux armes à feu prévu en 1996. En raison de l'opposition publique, cette solution a été abandonnée et un rassemblement à grande échelle complété d'un programme d'adoption a débuté en 1997. Environ 1 069 chevaux ont été prélevés puis adoptés cette même année, réduisant le troupeau principal à environ 500 sujets et diminuant par la même occasion leur territoire d'environ 25 000 ha sur 70 000 ha. Depuis 1993, près de 2 800 chevaux ont été prélevés. Seule une blessure ayant entraîné la mort d'un cheval a été répertoriée depuis. En 2000, la concentration de chevaux sur la zone de Waiouru était de 3,6 par km².
L'Organisation des Nations unies pour l'alimentation et l'agriculture (FAO) a inscrit les chevaux Kaimanawa comme population à valeur génétique spéciale, qui peut être comparée avec d'autres groupes d'équidés sauvages comme les poneys New Forest, les poneys Chincoteague, les Mustangs sauvages et les zèbres vivant à l'état sauvage. Les Kaimanawas présentent un intérêt particulier en raison de leur niveau bas d'interaction avec les humains. 
Ces très faibles interactions donnent aux troupeaux des caractéristiques plus sauvages et moins domestiques, ce qui présente un grand intérêt pour les chercheurs. Entre 1994 et 1997, les étudiants de l'Université Massey ont étudié une population d'environ 400 chevaux Kaimanawa pour apprendre leurs habitudes et la dynamique des troupeaux. 
Une étude menée en 2000 a permis de constater que malgré la présence de plus de deux étalons dans les troupeaux de chevaux Kaimanawa, seuls les deux étalons les plus haut placés dans la hiérarchie du troupeau ont accès aux femelles. Cela diffère d'autres troupeaux de chevaux sauvages, dont certains ont seulement un étalon qui s'accouple avec les juments, tandis que d'autres ont des poulains dont plusieurs étalons sont les pères.

## Utilisations
Une fois retiré de la vie sauvage, le Kaimanawa se révèle un bon cheval de selle polyvalent. Si son dressage nécessite patience et expertise, il offre ensuite de nombreuses possibilités d'utilisations en fonction de son modèle. Les chevaux de petite taille font de bonnes montures pour les enfants et les adolescents, alors que les plus grands sujets peuvent s'avérer des compétiteurs honnêtes en saut d'obstacles, en complet et en dressage.

## Culture populaire
Les chevaux Kaimanawa sont le sujet du roman Kaimanawa Princess écrit par Dianne Haworth, publié en 2008 chez HarperCollins.

#### Études
- [Fleury & Lane 2006] (en) Bill Fleury et M.J Lane, Proceedings of the National Feral Horse Management Workshop, Canberra, Australia, Invasive Animals Cooperative Research Centre, 2006 (ISBN 0-9803194-0-4)
- [Cameron Linklater Minot Stafford 2001] (en) E. Z. Cameron, W. L. Linklater, E. O. Minot et K. J. Stafford, Population dynamics 1994-98, and management, of Kaimanawa wild horses, Wellington, New Zealand, Department of Conservation, 2001 (ISBN 0-478-22022-7)
- [Halkett 1996] Rebecca Jane Halkett, A Genetic Analysis of the Kaimanawa Horses and Comparisons with Other Equine Types, Massey University, 1996 (lire en ligne)

#### Article de presse
- [Mayrand 2014] Lise Mayrand, « Le kaimanawa, le cheval sauvage néo-zélandais », Cheval Magazine, no 508,‎ mars 2014, p. 36-39